# Mustafá ben Yusuf

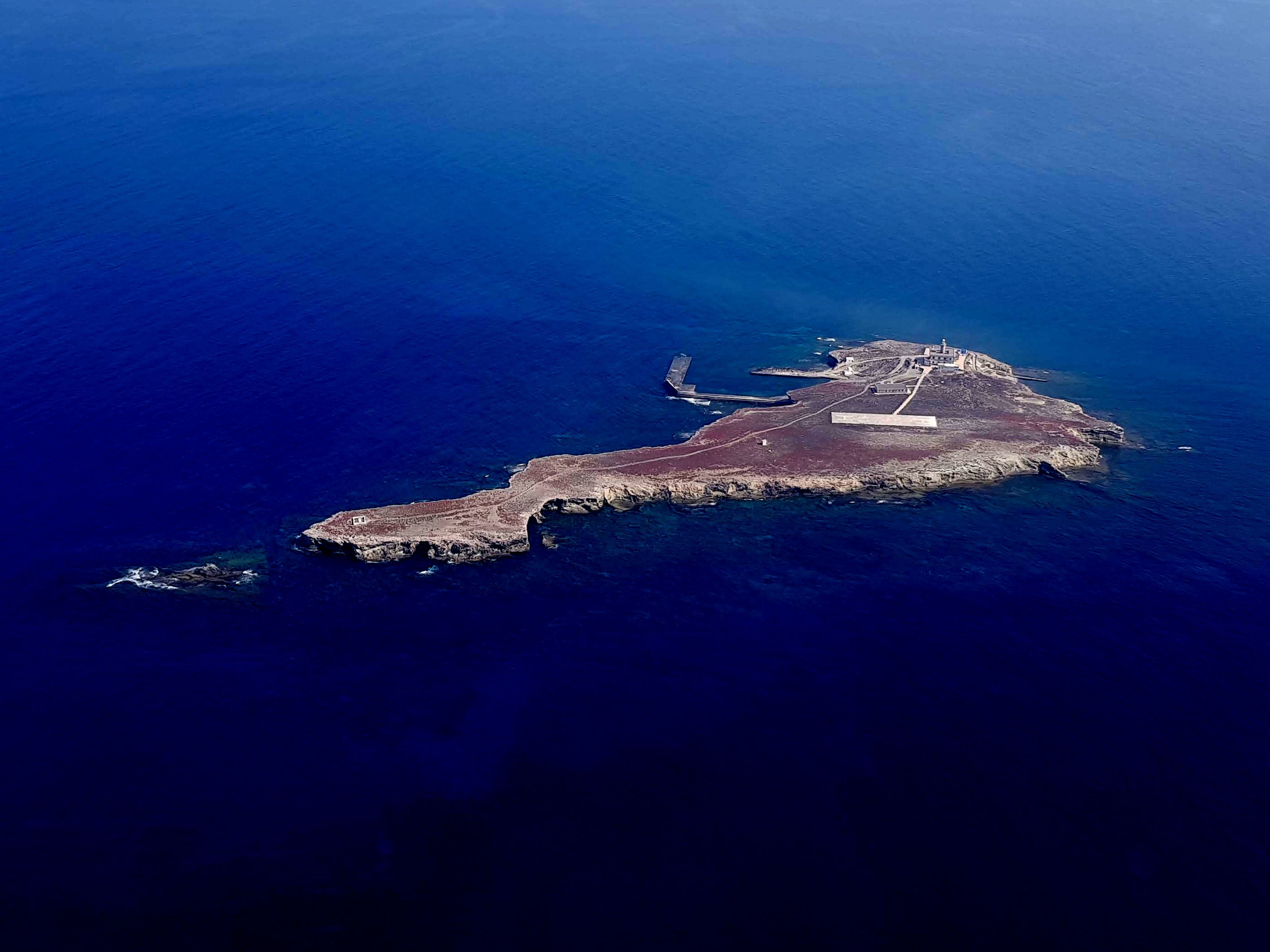
Isla de Alborán, donde el corsario estableció su base

Mustafá ben Yusuf al Mahmud ed Din (en árabe: مصطفى بن يوسف المحمود الدين) fue un pirata tunecino de siglo XV al que llamaban Al-Borani, que en turco significa «tormenta» o «tempestad», aunque también es el nombre de un plato tradicional de la cocina árabe, una lasaña de verduras llamada Al-borania.
Según algunos escritos, instaló su base de operaciones en la Isla de Alborán a la cual da nombre, durante la expansión del Imperio Otomano por el norte de África, con el fin de saquear desde su privilegiada posición estratégica a las naves cristianas que navegaran desde o hacia el Estrecho de Gibraltar, protegiéndose allí de las inclemencias del tiempo.
Se cree que actualmente está enterrado en la isla, ya que existe una tumba sin nombre fuera de cementerio de la misma, la cual se le atribuye a este corsario, aunque este hecho no está probado.